# Viperine

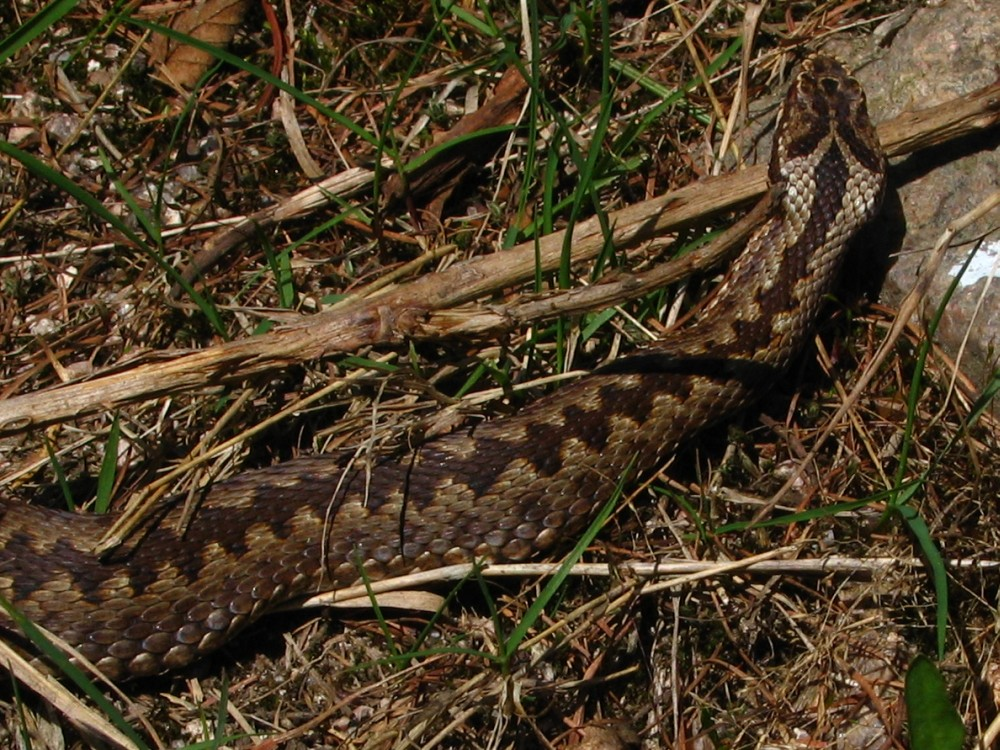
Een adder (Vipera berus)

Viperine is een alcoholische drank die bestaat uit een adder in een fles eau de vie. Het product werd vooral gemaakt in de Franse en Zwitserse Alpen. De adder werd levend in de fles alcohol gestopt. Terwijl de adder verdrinkt, spuwt hij zijn gif uit in de drank. Het gif zou een smaak toevoegen. Ook werd er gezegd dat deze drank zou helpen tegen reuma. Omdat de adder in 1979 zeldzaam werd, staat de slang op de lijst van beschermde diersoorten. Sindsdien is de jacht op adders, en de productie van viperine, volgens de wet verboden.